# Mademoiselle Blanche Lafitte
'Mademoiselle Blanche Lafitte' est un cultivar de rosier Bourbon obtenu en 1851 par les rosiéristes français Henri et Giraud Pradel, père et fils.

## Description
Le buisson de ce rosier s'élève de 150 cm à 180 cm. Ses roses doubles délicates (26-40 pétales) sont moyennes et de couleur blanche avec de légères nuances rosées. Elles exhalent un agréable parfum fruité. Leur floraison est remontante.
La zone de rusticité de 'Mademoiselle Blanche Lafitte' est de 5b à 10b. On peut admirer ce rosier notamment à l'Europa-Rosarium de Sangerhausen. Ce rosier nécessite d'être planté dans une situation ensoleillée.

## Descendance
Par croisement avec 'Sapho' (Vibert 1842), ce rosier a donné naissance à 'Madame Alfred de Rougemont' (Lacharme, 1862), à 'Coquette des Blanches' (Lacharme, 1871) et à 'Perle des Blanches' (Lacharme, 1872).